# NGC 4481
NGC 4481 é uma galáxia espiral (S) localizada na direcção da constelação de Draco. Possui uma declinação de +64° 02' 00" e uma ascensão recta de 12 horas, 29 minutos e 48,6 segundos.
A galáxia NGC 4481 foi descoberta em 7 de Outubro de 1866 por Heinrich Louis d'Arrest.